# Rudolf Meißner
Georg Paul Rudolf Meißner, auch als Meissner oder Meiszner (* 3. Februar 1862 in Glogau, Schlesien; † 27. Oktober 1948 in Bonn) war ein deutscher germanistischer und skandinavistischer Mediävist (Altgermanist). Er war Lehrstuhlinhaber für Germanische Philologie und Rektor der Universität Bonn.

## Leben und beruflicher Werdegang
Meißner entstammt einer bürgerlichen Familie, sein Vater war der Fabrikant C. Augustin Meißner (Destillateur, Essig- und Weinessig-Produzent) seine Mutter war Minna Meißner. Er war verheiratet mit Eleonore (1880–1948), einer Tochter von Robert Vischer und Enkeltochter von Friedrich Theodor Vischer. Zur weiteren angeheirateten Verwandtschaft Meißners gehörte der Wiener Altgermanist Dietrich Kralik. Das Ehepaar blieb kinderlos.
Nach dem Schulbesuch und Abitur in Glogau studierte er in Göttingen von 1880 bis 1886 Klassische und Deutsche Philologie unter anderem bei Friedrich Bechtel, Wilhelm Dilthey, Karl Goedeke, Moritz Heyne. Im Jahr 1881 bis 1882 hörte er in Berlin unter anderem bei Karl Müllenhoff und Wilhelm Scherer. In Göttingen promovierte er sich bei Moritz Heyne mit einer Arbeit zu den Liedern des Bertold Steinmar von Klingnau. 1888 erfolgte dort das Staatsexamen für Klassische Philologie, ebenfalls habilitierte er sich in Göttingen 1896 bei Gustav Roethe mit einer skandinavistischen Arbeit über die Strengleikar (aus dem Altfranzösischen übersetzte altnordische Prosa).
Von 1896 bis 1906 war er Privatdozent für Deutsche Sprache und Literatur an der Universität Göttingen. Von 1889 bis 1902 war er Moritz Heynes Assistent für die Neuordnung, Redaktion und Bearbeitung des Deutschen Wörterbuchs. Am 23. April er hielt er an der Universität Königsberg seine Bestallung und wurde vom bisherigen Privatdozent zum ordentlichen Professor ernannt und war bis 1913 in Königsberg für Germanistik und Nordische Philologie zuständig. In seinem letzten Königsberger Jahr war er gewählter Dekan der Philosophischen Fakultät. Im Wintersemester 1913 folgte er dem Ruf auf den Lehrstuhl für Germanische Philologie in Bonn bis zu seiner Emeritierung 1931. Im Jahr 1928 bis 1929 war er Rektor der Universität Bonn. Nach seiner Emeritierung hielt er ab 1932 weiterhin Lehrveranstaltungen ab und trat dort nach dem Zweiten Weltkrieg nochmals von 1946 bis zum Tod 1948 eine ordentliche Professur für Germanistik an.
Lehr- und Forschungsschwerpunkte Meißners waren die deutsche und skandinavische Literatur des Mittelalters. Er lehrte zum Nibelungenlied und zur Nibelungensage, zu Walther von der Vogelweide, zur altgermanischen Dichtung und Metrik und zur altnordischen und althochdeutschen Sprache. Zu seinen Forschungen über die altgermanischen Literaturen und Sprachen veröffentlichte er Arbeiten, insbesondere zur Skaldendichtung und zu den altnordischen Gesetzes- und Rechtstexten. Des Weiteren beschäftigte ihn das Werk von Henrik Ibsen.

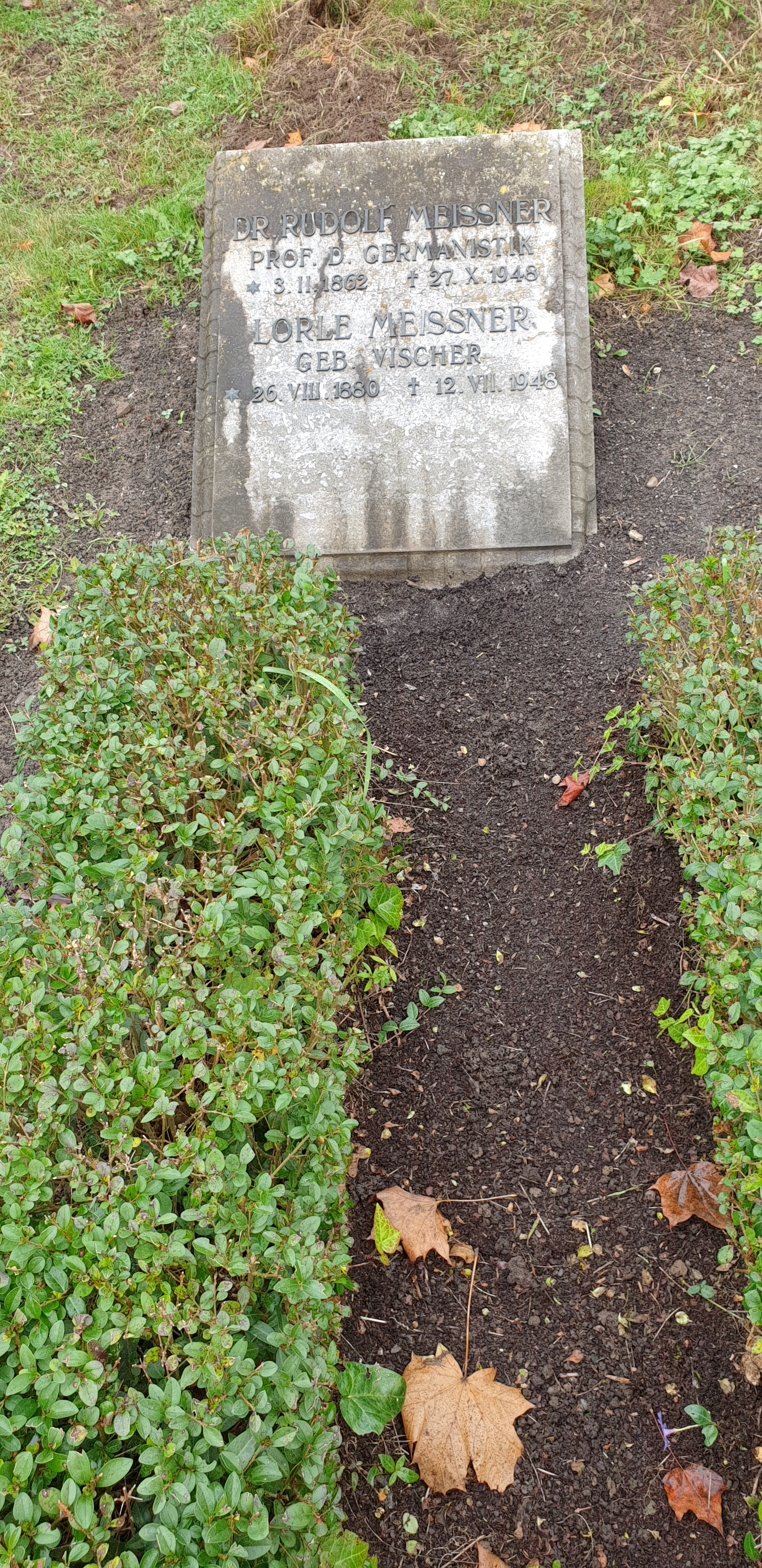
Grab Meißners und seiner Frau auf dem Bonner Südfriedhof

## Mitgliedschaften
Rudolf Meißner war wie weitere Kollegen Mitglied in der Vereinigung der Islandfreunde. Darüber hinaus war er Mitglied in in- und ausländischen akademischen Einrichtungen wie bei der norwegischen Det Norske Videnskaps-Akademi.
- 1906 bei der dänischen Königlichen Nordischen Altertumsschriftengesellschaft in Kopenhagen
- 1921 korrespondierendes Mitglied der Akademie der Wissenschaften zu Göttingen in Göttingen
- 1942 korrespondierendes Mitglied der Bayerischen Akademie der Wissenschaften in München

## Ehrungen
- 1913 Roter Adler-Orden (4. Klasse)
- 1915 preußischer Geheimer Regierungsrat
- 1938 Dr. jur. h. c. der Universität Köln
- 1943 Goethe-Medaille für Kunst und Wissenschaft

## Werke
- Bertold Steinmar von Klingnau und seine Lieder (= Göttinger Beiträge zur deutschen Philologie, Band 1), Schöning, Paderborn / Münster 1866 OCLC 248542737 (Dissertation Universität Göttingen 1886, 31 Seiten).
- Deutsches Wörterbuch, Band 9: Schiefeln - Seele, als Bearbeiter mit Moritz Heyne.  (Leipzig, 1899)
- Die Strengleikar, ein Beitrag zur Geschichte der altnordischen Prosaliteratur, M. Niemeyer, Halle (Saale) 1902.
- Skaldenpoesie. Ein Vortrag (Halle/S., M. Niemeyer, 1904)
- Die Geschichte von den Leuten aus dem Lachswassertal (Übersetzung) (Jena, E. Diedrichs, Sammlung Thule Bd. 6, 1913)
- Die Kenningar der Skalden. Ein Beitrag zur skaldischen Poetik (Bonn/Leipzig, K. Schroeder, 1921)
- Eysteinn Äsgrimsson: Die Lilie. Dichtung (Übersetzung) (Bonn/Leipzig, K. Schroeder, 1922)
- Die Nordgermanen und das Christentum. Rede beim Antritt des Rektorats 1927–28 (Bonn, Bonner akademische Reden 1., 1929)
- Skaldisches Lesebuch (Hersg. mit E. A. Kock) (Halle/S., M. Niemeyer, 1931)
- Übersetzungen Altnorwegischer Rechtstexte in der Reihe: „Germanenrechte“ (Weimar, Böhlau, 1935–1950)
  - Norwegisches Recht. Das Rechtsbuch des Gulathings(Weimar, Germanenrechte Bd. 6, 1935)
  - Norwegisches Recht. Das Gefolgschaftsrecht (Weimar, Germanenrechte Bd. 5, 1938)
  - Norwegisches Recht. Das Gesetzbuch des Frostothings (Weimar, Germanenrechte Bd. 4, 1939)
  - Landrecht des Königs Magnus Hakonarson (Weimar, Germanenrechte Neue Folge (N.F.), Nordgermanisches Recht 1., 1941)
  - Bruchstücke der Rechtsbücher des Borgarthings und des Eidsivathings (Weimar, Germanenrechte N.F. Nordgermanisches Recht 2., 1942)
  - Stadtrecht des Königs Magnus Hakonarson für Bergen. Bruchstücke des Birkinselrechts und Seefahrerrecht der Jonsbok (Weimar, Germanenrechte N.F. Nordgermanisches Recht 3., Post mortem 1950)
- Der Königspiegel. Konungsskuggsjä (Übersetzung) (Halle/S., M. Niemeyer, 1944)